# Pentothal (personaggio)
Pentothal è un personaggio immaginario dei fumetti ideato da Andrea Pazienza ed esordito in Italia sulla rivista Alter Alter nell'aprile 1977; la serie della quale è protagonista, Le straordinarie avventure di Pentothal, realizzata con uno stile molto personale e originale, rivoluzionò i tradizionali canoni narrativi alternando sequenze realistiche a quelle grottesche. Il personaggio compare anche nel film Paz! del 2002, omaggio alla vita e alle opere dell'autore. In questa prima opera dell'autore sono presenti tematiche e sperimentazioni artistiche che si ritroveranno anche nelle sue successive importanti opere come Zanardi e Pompeo.

## Storia editoriale
Il personaggio è protagonista della storia "Le straordinarie avventure di Pentothal", opera di esordio dell'autore, pubblicata a puntate dal 1977 al 1981 su Alter Alter edita dalla Milano Libri. Il fumetto è ambientato nell'Italia di fine anni settanta a Bologna all'epoca della contestazione giovanile del 1977 e l'opera è intimamente legata agli eventi di quel periodo tanto che, dopo aver già consegnato le tavole all'editore per la stampa, l'autore - a seguito dell'uccisione di uno studente, Francesco Lorusso, aderente al movimento di Lotta Continua - decise di cambiarne il finale realizzando una nuova versione dell'ultima tavola a conclusione della storia - che consegnò all'editore affinché la sostituisse prima della stampa - nella quale raccontava il suo sconcerto per quello che stava accadendo.
Dopo la pubblicazione su Alter Alter, la serie viene raccolta in volume sempre dallo stesso editore nel marzo 1982, con la prefazione di Oreste Del Buono. Segue una nuova edizione edita da Rizzoli nel 1989 e una terza edizione critica nel 1997 edita dalla Baldini & Castoldi. Nel corso degli anni ci saranno altre edizioni pubblicate da vari editori.

## Biografia del personaggio
Andrea, alias Pentothal, è un giovane studente nella Bologna del 1977 che vive le sue giornate apparentemente ordinarie durante il periodo della contestazione studentesca, indeciso fra l'impegno in prima persona nel movimento a causa anche di dubbi e perplessità sul movimento stesso, e il ruolo di artista e cronista dell'epoca senza prese di posizione preconcette. Andrea è infatti un giovane artista studente del DAMS di origini meridionali venuto dal sud Italia. Alle tematiche legate alla contestazione studentesca seguono le sue vicende più personali che si legano alle relazioni con gli altri artisti, le nuove amicizie e gli amori, oltre alla ricerca di un proprio stile fino alla tossicodipendenza.